# Acanthodelta faberis
Acanthodelta faberis là một loài bướm đêm trong họ Noctuidae.